# Bertil Jonsson
Karl Bertil Jonsson, född 20 juli 1940 i Ljusdal, var LO:s ordförande 1994–2000. Han tillhörde Träindustriarbetareförbundet och var från början sågverksarbetare. År 2006 utnämndes han till medicine hedersdoktor vid Karolinska institutet.